# Каган, Анатолий Владимирович
Анато́лий Влади́мирович Ка́ган (род. 19 ноября 1950, Смоленск) — советский, российский педиатр, детский хирург, доктор медицинских наук. Главный врач Детской городской больницы № 1 Санкт-Петербурга, профессор кафедры детской хирургии Первого Санкт-Петербургского государственного медицинского университета имени академика И. П. Павлова.
Вице-губернатор Санкт-Петербурга (2000—2003), председатель Комитета по здравоохранению администрации Санкт-Петербурга (2000—2003), Государственный советник Санкт-Петербурга I класса.
Вице-президент региональной общественной организации «Врачи Санкт-Петербурга»; почётный член Международной академии наук Сан-Марино и Педиатрического общества Калифорнии; Заслуженный врач Российской Федерации.

## Биография
Анатолий Каган стал вторым сыном в семье уроженца Витебской губернии Владимира Анатольевича Кагана (1912—1985) и его жены Анны Наумовны (1914—1992).
В предвоенные годы В. А. Каган был кадровым офицером РККА. Великая Отечественная война застала его с семьёй в небольшом белорусском городке Чаусы, куда он приехал погостить к родителям. 22 июня 1941 года, оставив сына Натана на попечении бабушки и дедушки, Владимир Анатольевич с женой — врачом-эпидемиологом вернулся в расположение части. В тот роковой день он не мог даже представить, что уже 16 августа 1941 года его престарелые родители и шестимесячный Натан будут расстреляны фашистами в Чауском еврейском гетто.
В. А. Каган служил начальником прожекторной службы 82 дивизии ПВО. С 24 декабря 1944 года дивизия в составе Западного фронта ПВО обеспечивала воздушную оборону во время Висло-Одерской стратегической операции. При штурме Берлина В. А. Каган участвовал в организации ночной «прожекторной» атаки на Зееловских высотах. Награждён орденом Красной звезды, орденом Отечественной войны II ст., медалями. Войну закончил в чине капитана. Службу продолжил на штабной работе войск ПВО в Смоленске. В отставку Владимир Анатольевич вышел по выслуге лет в чине подполковника.
Смоленск стал родным городом для Анатолия Кагана. Здесь он родился, получил среднее и высшее образование. Школьником проявил недюжинные способности к точным наукам. Учась в старших классах средней школы № 7, А. Каган неоднократно занимал призовые места на олимпиадах по физике, проводимых Московским физико-техническим институтом. Одновременно с получением в 1967 году аттестата, он завоевал право поступления в МФТИ без вступительных экзаменов, которым не воспользовался и подал документы на педиатрический факультет Смоленского государственного медицинского института. В институтские годы серьёзно увлекся детской хирургией, что определил его будущую специальность.
С окончанием в 1973 году института, А. В. Каган по распределению работал детским хирургом Центральной районной больницы города Вязьмы.
В Ленинград Анатолий Владимирович приехал в 1976 году вслед за родителями. В незнакомом городе он устроился хирургом детской поликлиники № 24 и по совместительству дежурантом-травматологом больницы им. Ленина. Позже, несколько месяцев работал общим хирургом Центральной районной больницы города Тосно. Здесь А. В. Кагану в основном приходилось иметь дело со взрослыми больными, что не совпадало с его профессиональными интересами.

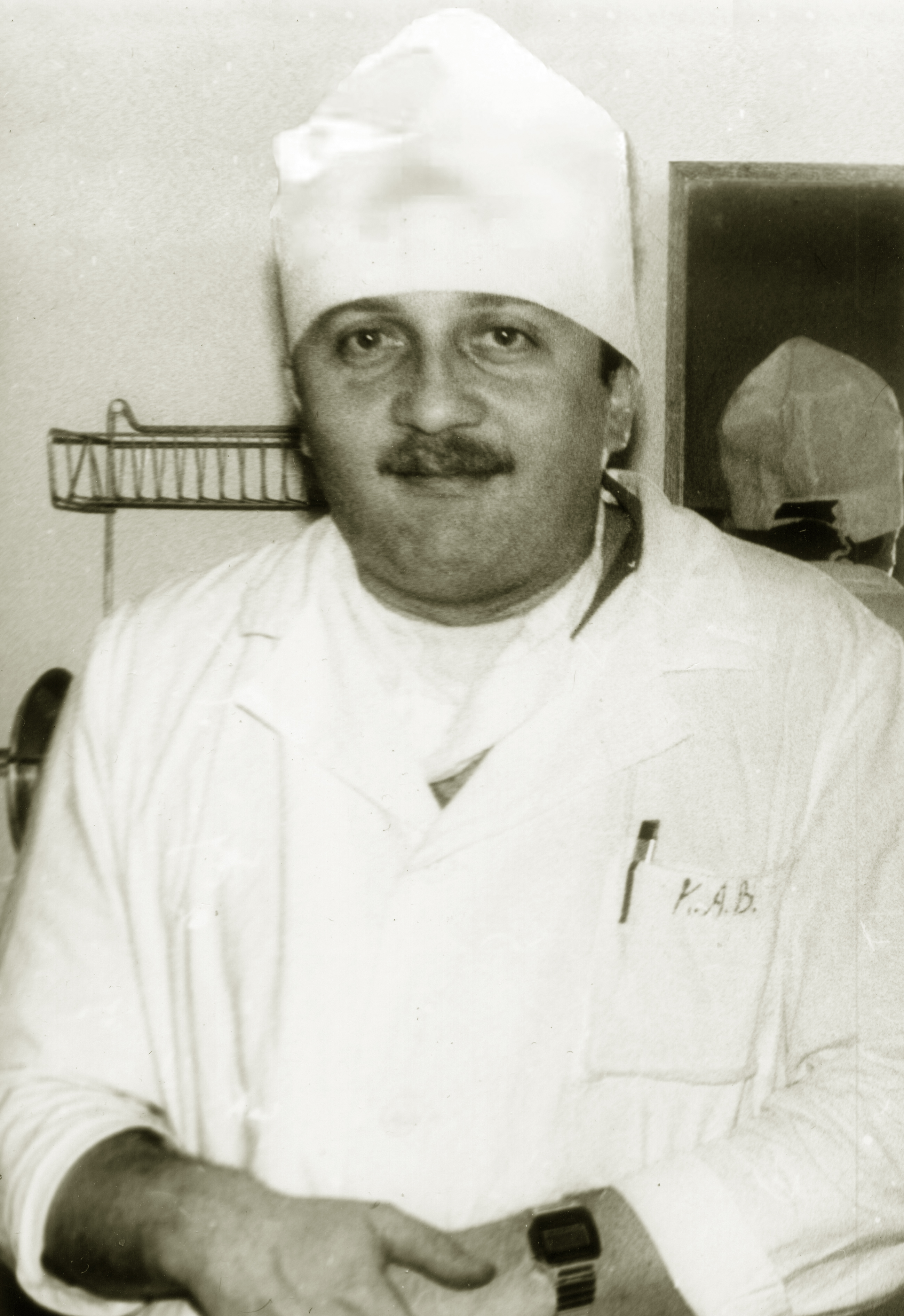
А. В. Каган — хирург инфекционно-хирургического отделения ДГБ № 1. 1985 г.

Все изменилось в 1977 году, когда в Ленинграде на Авангардной ул. была открыта детская многопрофильная больница № 1 — единственный из вновь построенных за годы советской власти больничный комплекс для детей. Это был самый крупный в городе (мощностью в 600 коек) детский стационар, оснащенный наиболее современным для того времени оборудованием.
Возглавил больницу бывший главный врач Детской больницы им Н. К. Крупской Геннадий Алексеевич Зайцев. На должности заведующими отделениями он пригласил опытных врачей своей бывшей больницы. В качестве основной движущей силы Г. А. Зайцев сделал ставку на вчерашних выпускников медицинских вузов. Среди молодых хирургов новой больницы со дня её открытия оказался и А. В. Каган.
Хирургические подразделения ДГБ № 1 формировались при деятельном участии член-корреспондента Академии медицинских наук СССР, заведующего кафедрой детской хирургии Ленинградского педиатрического медицинского института профессора Гирея Алиевича Баирова. Его ближайший сотрудник, доцент Кира Львовна Дрейер непосредственно курировала всю хирургическую службу больницы.
В основу работы молодых хирургов был положен ротационный принцип. Каждый из них в первые годы своей работы должен был какой-то срок отработать хирургом-дежурантом в приемном отделении, а затем на всех специализированных хирургических отделениях, которых при открытии стационара было пять. Таким образом, хирургам «первой волны» за короткое время удалось достигнуть высокого профессионального уровня. Не избежал такой подготовки и А. В. Каган. В последующие годы в течение пяти лет Анатолий Владимирович выполнял обязанности хирурга инфекционно-хирургического отделения, после чего долгое время работал ординатором отделения плановой хирургии. Руководил им один из ведущих хирургов больницы Юлий Львович Дымшиц.

### Главный врач ДГБ № 1
В 1990 году, с уходом из больницы Ю. Л. Дымшица, А. В. Каган был назначен заведующим отделением плановой хирургии. Главное отличие этого отделения от подобных отделений других детских больниц заключалось в том, что здесь широко оперировались дети раннего возраста с врожденными пороками желудочно-кишечного тракта. По жизненным показаниям хирургическое лечение такие пациенты получали в первые часы жизни на отделении новорожденных. В последующем, иногда на протяжении первых 2 — 3 лет жизни, многие из них нуждались в многоэтапных реконструктивных операциях. Организация хирургического лечения больных с пороками желудочно-кишечного тракта и выхаживания их в послеоперационном периоде было предметом основных забот заведующего отделением.
Не меньшего внимания требовали больные, перенесшие ожоговую травму. В острый период эти пациенты лечились на отделении травматологии (позже — комбустиологии), после чего на отделении плановой хирургии им проводились многоэтапные пластические операции.
В годы перестройки А. В. Каган стал инициатором организации в ДГБ № 1 хозрасчётного (платного) амбулаторного отделения. Возможно, именно организационные успехи на этом поприще сыграли решающую роль при назначении его в 1991 году на должность начмеда больницы. Это произошло в мае, а в сентябре того же года, вскоре после августовского путча мэром Ленинграда А. А. Собчаком он был назначен главным врачом ДГБ. № 1. Эту должность с небольшим перерывом (2000—2003 гг.) Анатолий Владимирович занимает по настоящее время.
В годы экономической стагнации и управленческого коллапса, возникших в стране накануне путча и усугубившихся после распада СССР, положение больницы было крайне тяжелым. Как свидетельствует сам Анатолий Владимирович: 

«…огромные кредиторские задолженности, отсутствие средств даже на хлеб, не говоря уже о лекарствах, вынужденные задержки зарплат сотрудникам — все это приходилось преодолевать в первой половине 90-х годов….»
Но и сделать за эти годы удалось очень многое.
- Прежде всего это уникальное кардиохирургическое отделение для лечения детей с врождёнными пороками сердца. Оно создавалось в рамках Российско-американской программы «От сердца к сердцу», запущенной ещё в 1989 году при инициативном участии профессора кафедры факультетской хирургии № 2 Военно-медицинской академии А. Б. Зорина[13] и профессора кафедры детских болезней № 3 Ленинградского педиатрического медицинского института И. М. Воронцова.

В период экономического кризиса открытие этого отделения стало возможным лишь благодаря личной инициативе А. В. Кагана, поддержке мэра города А. А. Собчака, а также материально-техническому и методическому обеспечению со стороны американской стороны. Одновременно было открыто отделение кардиореанимации, а через некоторое время ангиографическая лаборатория для проведения диагностических и лечебных рентгенхирургических операций.
- В 1994 году одной из первых в Санкт-Петербурге Детскую городскую больницу № 1 удалось оснастить компьютерным томографом. Это было сделано в рамках государственной гуманитарной помощи Японии. В те же годы существенная помощь была получена из Копенгагена. Усилиями датчан палаты больницы были оснащены новой мебелью.

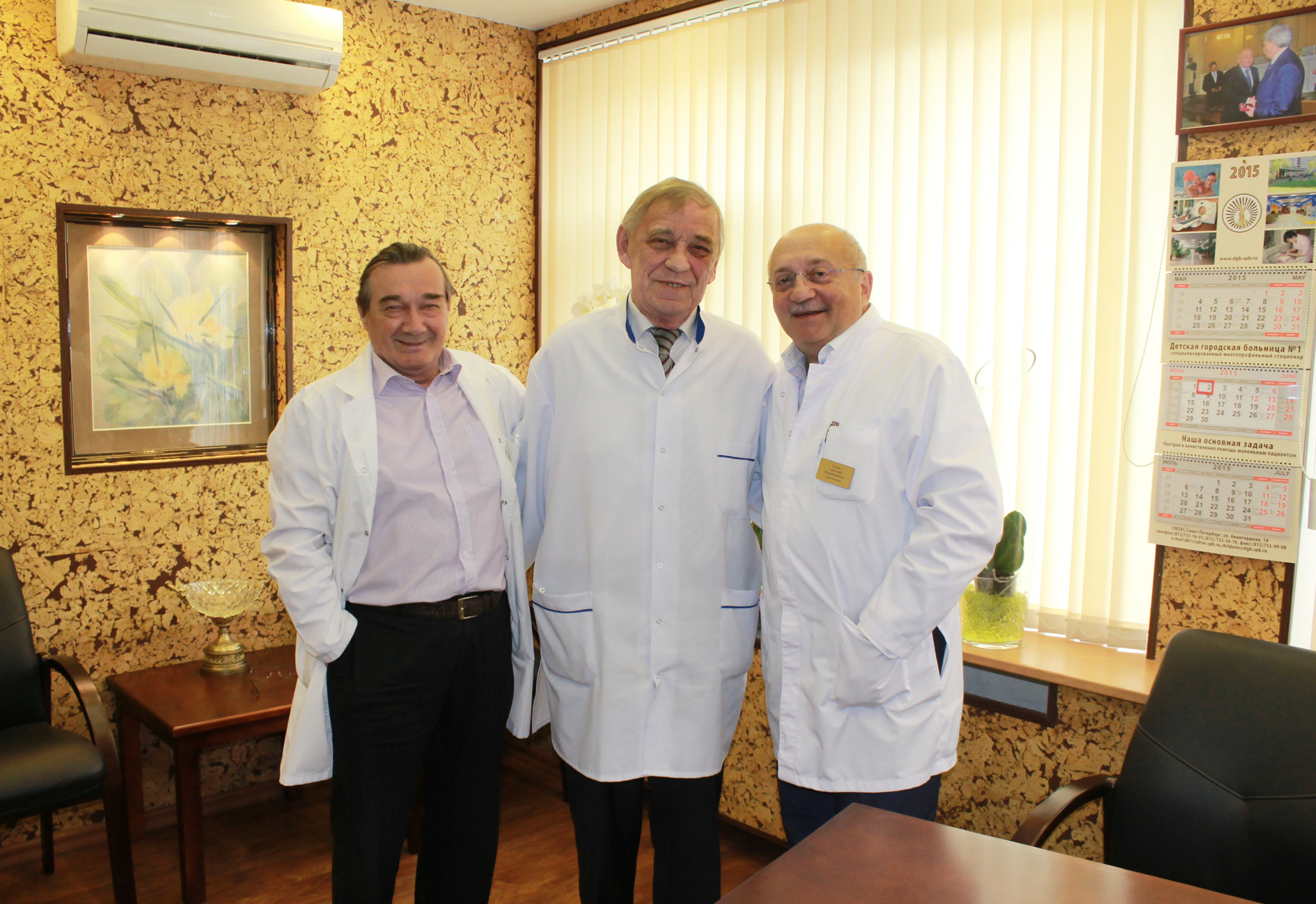
В кабинете главного врача ДГБ № 1. Слева, направо — главный неонатолог КЗ СПб В. А. Любименко, профессор Н. П. Шабалов, главный врач А. В. Каган. 2015 г.

- Вначале 90-х годов, благодаря связям с детской университетской клиникой «Гамбург-Эппендорф» в Германии, удалось переоснастить отделение онкогематологии и внедрить высокоэффективные программы лечения лейкозов, радикально снизившие смертность от этого зболевания.
- Без разнообразной спонсорской помощи в 90-е годы больница не могла бы столь эффективно работать. О необходимости такой помощи приходилось где намекать, а где и откровенно обращаться с просьбой. По инициативе главного врача, очень помог больнице Народный артист СССР М. Л. Ростропович. Из личных средств он профинансировал создание уникальной системы очистки воды для нужд аптеки, отделения гемодиализа, отделений реанимации и целого ряда других служб.
- В 1995 году усилиями А. В. Кагана в рамках обязательного медицинского страхования было создано первое в Санкт-Петербурге детское амбулаторно-консультативное отделение. Этапы становления этого отделения в первые годы его существования были проанализированы Анатолием Владимировичем в 2000 году в кандидатской диссертации «Организация консультативно-диагностического отделения в детской больнице».
- На протяжении двух десятилетий, начиная с 90-х годов непрерывно совершенствуется Центр неонатологии, руководимый заместителем главного врача, главным внештатным неонатологом Комитета по здравоохранению Санкт-Петербурга В. А. Любименко. Центр неоднократно переоснащался, расширялась его коечная мощность, которая в 2014 году достигла 68 коек. Сейчас в Неонатологическом центре ДГБ № 1 применяются наиболее современные лечебно-диагностические технологии. Летальность среди новорожденных с самой критической патологией снижена в десятки раз и не превышает таковую в ведущих мировых клиниках.

В постсоветском периоде, в условиях постоянного недофинансирования А. В. Кагану удалось обеспечить устойчивые лидирующие позиции больницы в здравоохранении города. Здесь сконцентрировано большинство самых передовых медицинских технологий, благодаря которым ДГБ № 1 существенно отличается от остальных детских стационаров. Главное, Анатолию Владимировичу удалось сохранить и непрерывно воспроизводить высокопрофессиональный коллектив врачей и медицинских сестер. Это оказалось особенно трудно, когда после всех непродуманных реформ высшей медицинской школы уровень подготовки специалистов существенно снизился.
Традиционно Детская городская больница № 1 является едва ли не главной клинической базой для ведущих высших образовательных медицинских учреждений города. Со многими преподавателями и профессорами кафедр этих институтов, такими, как, например, профессор Н, П. Шабалов сотрудничество продолжается с момента её открытия.
Одной из кафедр, успешно осуществляющей свою деятельность в стенах ДГБ № 1 является кафедра детской хирургии Первого Санкт-Петербургского государственного медицинского университета имени академика И. П. Павлова. Она была организована и на протяжении всех лет своего существования возглавляется сначала доцентом, а после защиты в 2006 году докторской диссертации на тему «Совершенствование хирургической помощи новорожденным в условиях крупного города» профессором, Анатолием Владимировичем Каганом.

### Председатель Комитета по здравоохранению и вице-губернатор Санкт-Петербурга
В 2000 году, вскоре после новогодних праздников губернатором В. А. Яковлевым А. В. Каган был назначен Председателем комитета по здравоохранению администрации Санкт-Петербурга. Через полгода, в сентябре 2000 года он к тому же был утвержден в должности вице-губернатора.
Работа на высших постах администрации Санкт-Петербурга была омрачена сразу двумя уголовными делами, первое из которых в феврале 2002 года инициировал председатель Контрольно-счетной палаты Санкт-Петербурга. Д. А. Буренин. Тогда Анатолию Владимировичу предъявили обвинение в халатности (статья 293 УК РФ). 25 июля 2002 года оно было переквалифицировано. Теперь А. В. Кагана обвиняли в злоупотреблении должностными полномочиями (статья 285 УК РФ). По версии следствия при закупке медикаментов антидиабетической группы (инсулинов) по государственному контракту от 14 марта 2000 года цена была превышена в 2,6 раза по сравнению с предусмотренными соответствующими государственными формулярами. Бюджету города был нанесен ущерб в размере около 6 млн рублей.
Пресса тех лет широко освещала это событие, умалчивая лишь об одном. Закупка препаратов осуществлялась не за деньги, а путём сложной системы взаимозачётов, цепочка которой была выстроена ещё задолго до прихода А. В. Кагана на должность председателя Комитета по здравоохранению. В условиях постоянно меняющихся цен и острой потребности города в жизненно необходимой группе препаратов проследить её безупречность при подписании контракта было практически невозможно.
22 мая 2002 года Анатолию Кагану следствием было предъявлено новое обвинение по статье 293 УК РФ (халатность), но уже по другим обстоятельствам, связанным с закупкой препарата «Вирамун» по федеральной программе «ВИЧ-АнтиСПИД». Цена вопроса составила 270 тыс. рублей.
Судебные разбирательства завершились в марте 2003 года. Ещё на стадии предварительных слушаний обвинение против А. В. Кагана в злоупотреблении служебным положением по первому делу было отвергнуто за недоказанностью. К моменту начала основного процесса, который неоднократно переносился, рассматривалось только дело о закупке препарата «Вирамун». Складывалось впечатление, что обвинение разваливается, и как только появилась юридическая возможность, суд вынес постановление о прекращении уголовного дела за истечением срока давности.
А. В. Каган отказался добиваться прекращения дела по «реабилитирующим» обстоятельствам, тем более, что вскоре после завершения процесса, 13 августа 2003 года на его жизнь было совершено покушение. Мотивы его остались так и не установленными, как не были найдены заказчики и исполнители этого преступления. Можно было бы предположить банальное хулиганство, если бы не тот факт, что за два дня до произошедшего Анатолий Владимирович был предупрежден о возможном нападении. Тогда он в это просто не поверил.

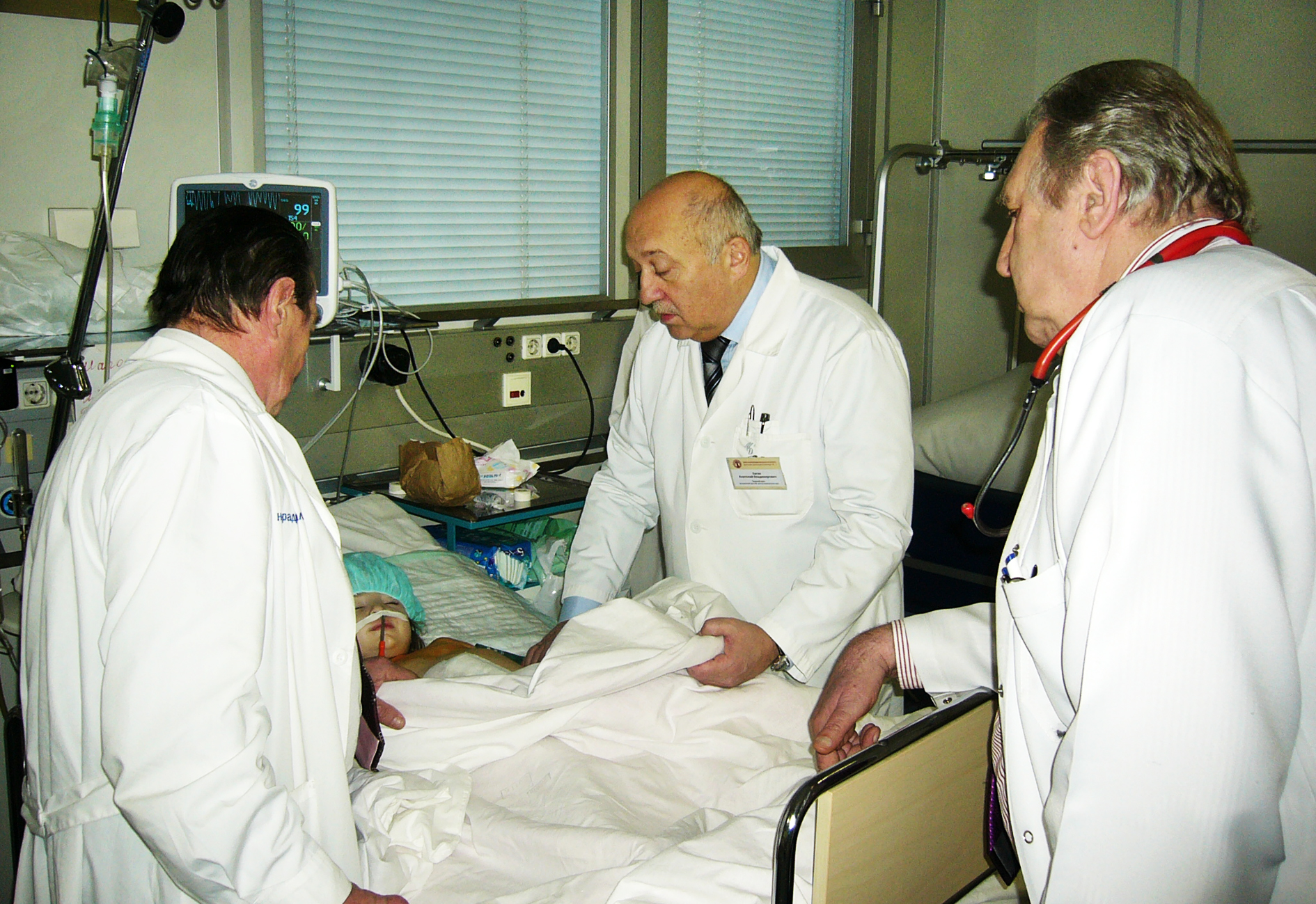
Будни главного врача. Слева начмед В. А. Любименко, справа — начмед П. Б. Коренев. 2010 г.

Почти месяц Анатолий Владимирович был вынужден провести на больничной койке, после чего подал заявление с просьбой освободить его от должностей председателя Комитета по здравоохранению и вице-губернатора Санкт-Петербурга. Он вернулся на свою прежнюю должность главного врача ДГБ № 1, продолжив реформирование своей больницы.

## Семья
- Жена: Ирина Владимировна Каган (род. 1953 г.) — кандидат технических наук, занимается бизнесом;
- Дочь: Алина Анатольевна Стрелкова (род. 27.10.1977, Ленинград) — адвокат.

## Награды
- Заслуженный врач Российской Федерации (1997);
- Знак «Отличнику здравоохранения» (2000);
- Медаль «В память 300-летия Санкт-Петербурга» (2003);
- Почетная грамота Министерства здравоохранения РФ (2003);
- Грамоты губернатора Санкт-Петербурга (2003, 2006, 2010);
- Медаль ордена «За заслуги перед Отечеством» II ст. (2011)
- Лауреат конкурса «Мужчина года—2018» Санкт-Петербурга в номинации «Наука и высшая школа» (20.02.2018)[21][22]

## Некоторые научные труды
- Каган А. В. Организация консультативно-диагностического отделения в детской больнице. Автореф. дис. на соиск. учен. степ. к.м.н. Спец. 14.00.33 (общественное здоровье). — СПб.: С.-Петерб. гос. мед. ун-т, 1999. — 21 с.
- Каган А. В. Совершенствование хирургической помощи новорожденным в условиях крупного города. /  автореф. дис. на соиск. учен. степ. д-ра мед. наук специальность 14.00.33 (общественное здоровье) специальность 14.00.35 (детская хирургия). — СПб.: С.-Петерб. гос. мед. ун-т, 2006. — 33 с.
- Любименко В. А., Шабалов Н. П., Горелик Ю. В., Горелик К. Д., Каган А. В. Организация реанимационной помощи новорождённым в Санкт-Петербурге. — Военно-медицинский журнал, 2012, № 8. — Т. 333. — 54-56 с.
- Любименко В. А., Шабалов Н. П., Скоромец А. П., Шумилина М. В., Гараев В. Р., Горелик Ю. В., Мостовой А. В. Каган А. В. Новые возможности терапии детей, родившихся в состоянии асфиксии, и предикторы их неврологического исхода (лекция).. — Нейрохирургия и неврология детского возраста, 2012, № 1 (31). — 79-83 с.
- Немилова Т. К., Каган А. В., Акопян А. С., Солнцев В. Н. Особенности течения первичного перитонита у детей. — Вестник хирургии им. И. И., Грекова, 2014. — Т. 173, № 1. — 58-61 с.
- Каган А. В., Акопян А. С., Зуева Е. Е., Голубева В. И., Солнцев В. Н. Иммунологические особенности у детей с первичным перитонитом. — Вестник хирургии им. И. И., Грекова, 2014. — Т. 173, № 2. — 57-60 с.
- Зуева Е. Е., Каган А. В., Акопян А. С., Голубева В. И., Солнцев  В. Н. Диагностическая значимость анализа субпопуляционного состава моноцитов у детей с первичным перитонитом. — Российский педиатрический журнал, 2014, № 2. — 18-22 с.
- Зуева Акопян А. С., Голубева В. И., Зуева Е. Е., Каган А. В. и др. Первичный перитонит детского возраста как проявление спонтанной формы вторичной иммунной недостаточности. — Учёные записки СпбГМУ им. акад. И. П. Павлова, 2013, № 2. — Т. 22, № 3. — 71-75 с.
- Нишева Е. С., Акопян А. С,, Каган А. В., Каплин Н. Н., Майбух М. Новый простой метод изучения хемотаксиса. — Учёные записки СпбГМУ им. акад. И. П. Павлова, 2013, № 2. — Т. 20, № 1. — 71-74 с.
- Алейников Я. Н., Воронин Д. В., Каган A. B., Караваева С. А., Любименко В. А., Немилова Т. К. Хирургическая помощь новорожденным принципы организации. — Детская хирургия, 2005, № 2. — 56-47 с.
- Каган A. B., Караваева С. А., Любименко В. А., Немилова Т. К. Хирургическая помощь новорожденным принципы организации. — Детская хирургия, 2006, № 1. — 50-52 с.
- Немилова Т. К., Баиров В. Г., Каган А. В. и др. Атрезия пищевода: 48-летний опыт лечения в Санкт-Петербурге // Детская хирургия. — 2003. — № 6. — С. 14—16.
- Ахпаров Н. Н., Каган А. В., Немилова Т. К., Сулейманова С. Б. Гастроэзофагеальная рефлюксная болезнь у детей с неврологическими нарушениями // Детская хирургия. — 2015. — № 6. — С. 23—26.